# Valleroy (Meurthe i Mosel·la)
Valleroy és un municipi francès situat al departament de Meurthe i Mosel·la i a la regió del Gran Est. L'any 2007 tenia 2.448 habitants.

## Demografia

### Població
El 2007 la població de fet de Valleroy era de 2.448 persones. Hi havia 976 famílies, de les quals 256 eren unipersonals (112 homes vivint sols i 144 dones vivint soles), 272 parelles sense fills, 384 parelles amb fills i 64 famílies monoparentals amb fills.
La població ha evolucionat segons el següent gràfic:
Habitants censats

### Habitatges
El 2007 hi havia 1.068 habitatges, 1.002 eren l'habitatge principal de la família, 8 eren segones residències i 58 estaven desocupats. 917 eren cases i 151 eren apartaments. Dels 1.002 habitatges principals, 816 estaven ocupats pels seus propietaris, 170 estaven llogats i ocupats pels llogaters i 16 estaven cedits a títol gratuït; 1 tenia una cambra, 64 en tenien dues, 198 en tenien tres, 303 en tenien quatre i 436 en tenien cinc o més. 780 habitatges disposaven pel capbaix d'una plaça de pàrquing. A 445 habitatges hi havia un automòbil i a 430 n'hi havia dos o més.

### Piràmide de població
La piràmide de població per edats i sexe el 2009 era:
| Homes | Edats   | Dones |
| ----- | ------- | ----- |
| 0     | 95 o +  | 0     |
| 4     | 90 a 94 | 12    |
| 4     | 85 a 89 | 8     |
| 24    | 80 a 84 | 12    |
| 48    | 75 a 79 | 52    |
| 44    | 70 a 74 | 76    |
| 76    | 65 a 69 | 72    |
| 40    | 60 a 64 | 56    |
| 36    | 55 a 59 | 52    |
| 68    | 50 a 54 | 68    |
| 140   | 45 a 49 | 108   |
| 108   | 40 a 44 | 112   |
| 96    | 35 a 39 | 80    |
| 52    | 30 a 34 | 52    |
| 56    | 25 a 29 | 44    |
| 72    | 20 a 24 | 52    |
| 92    | 15 a 19 | 104   |
| 104   | 10 a 14 | 92    |
| 44    | 5 a 9   | 80    |
| 40    | 0 a 4   | 36    |

## Economia
El 2007 la població en edat de treballar era de 1.628 persones, 1.174 eren actives i 454 eren inactives. De les 1.174 persones actives 1.061 estaven ocupades (597 homes i 464 dones) i 113 estaven aturades (48 homes i 65 dones). De les 454 persones inactives 126 estaven jubilades, 148 estaven estudiant i 180 estaven classificades com a «altres inactius».

### Ingressos
El 2009 a Valleroy hi havia 994 unitats fiscals que integraven 2.442,5 persones, la mediana anual d'ingressos fiscals per persona era de 18.210 €.

### Activitats econòmiques
Dels 61 establiments que hi havia el 2007, 2 eren d'empreses extractives, 2 d'empreses alimentàries, 1 d'una empresa de fabricació d'elements pel transport, 4 d'empreses de fabricació d'altres productes industrials, 13 d'empreses de construcció, 7 d'empreses de comerç i reparació d'automòbils, 3 d'empreses de transport, 1 d'una empresa d'hostatgeria i restauració, 4 d'empreses financeres, 3 d'empreses immobiliàries, 8 d'empreses de serveis, 6 d'entitats de l'administració pública i 7 d'empreses classificades com a «altres activitats de serveis».
Dels 17 establiments de servei als particulars que hi havia el 2009, 1 era una oficina de correu, 3 paletes, 2 guixaires pintors, 2 fusteries, 1 lampisteria, 3 electricistes, 1 empresa de construcció, 3 perruqueries i 1 agència immobiliària.
Dels 3 establiments comercials que hi havia el 2009, 1 era un hipermercat, 1 una botiga de menys de 120 m² i 1 una botiga d'equipament de la llar.

## Equipaments sanitaris i escolars
El 2009 hi havia 1 centre de salut i 1 farmàcia.
El 2009 hi havia 1 escola maternal i 1 escola elemental.

## Poblacions més properes
El següent diagrama mostra les poblacions més properes.